# 切西
切西（英语：Chessie）是指出没于美国切萨皮克湾的海怪，它通常被描述为长25英尺（7.6米）-40英尺（12米）的蛇形生物。关于切西有着许多理论，一些目击者认为切西是蛇颈龙或大海蛇，而反对者则认为切西只是目击者误判、为旅游业发展而散播的骗局或恶作剧。

## 历史

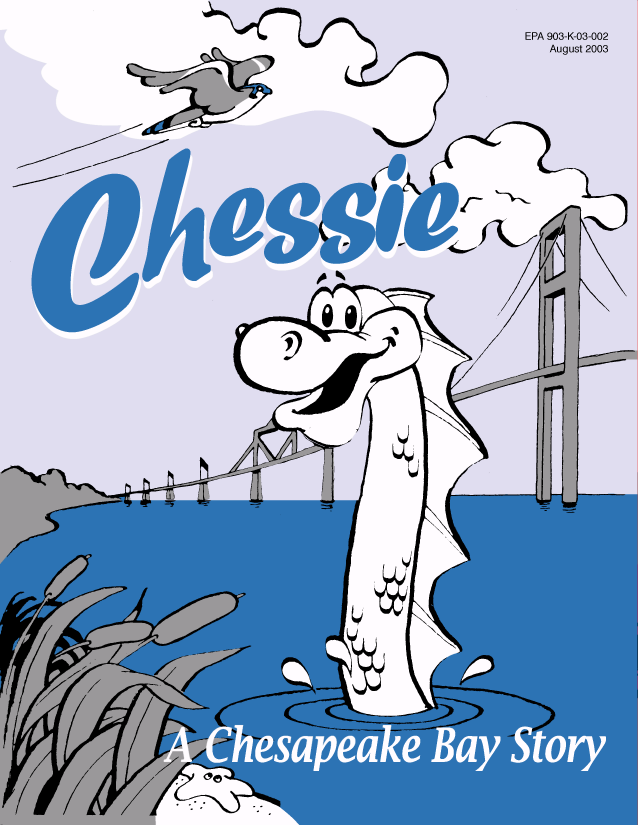
图书《 Chessie: A Chesapeake Bay Story》的彩色封面，此书最初由美国鱼类及野生动物管理局于1986年出版，之后由美国国家环境保护局于2008年3月再版。

1963年，直升机飞行员沃尔特·迈尔斯（Walter L. Myers）在向马里兰州参议员乔治·W·德拉（George W. Della）所写的一封信中表示，自己驾驶直升机飞过马里兰州布什河时发现了切西。 
1982年，多名目击者在切萨皮克湾肯特岛看见一只约30英尺长（9.14米）的蛇状生物，其中罗伯特·弗鲁（Robert Frew）录下一段约4分钟的视频，这也是已知第一段录下切西的视频。之后史密森学会的研究人员对录像进行了研究，但无法确认影片中的生物究竟是什么。在20世纪80年代，类似的目击在肯特岛还发生了许多次。
1985年，马里兰州提出保护切西的州法律，希望藉此提高人们的环保意识。该年亦发生一起著名目击，一位垂钓者近距离目击一只绿紫色、蜥蜴皮肤、且有鳍的动物冲破水面，关于鳍这一描述与许多目击者报告产生出入。
最近一次目击来自2014年4月5日，一名男性声称目击一只25-30英尺（7.6-9.1米）、皮肤呈黑色蛇形生物在马戈西河游动。